# Flughafen Aşgabat

i8
i11
i13

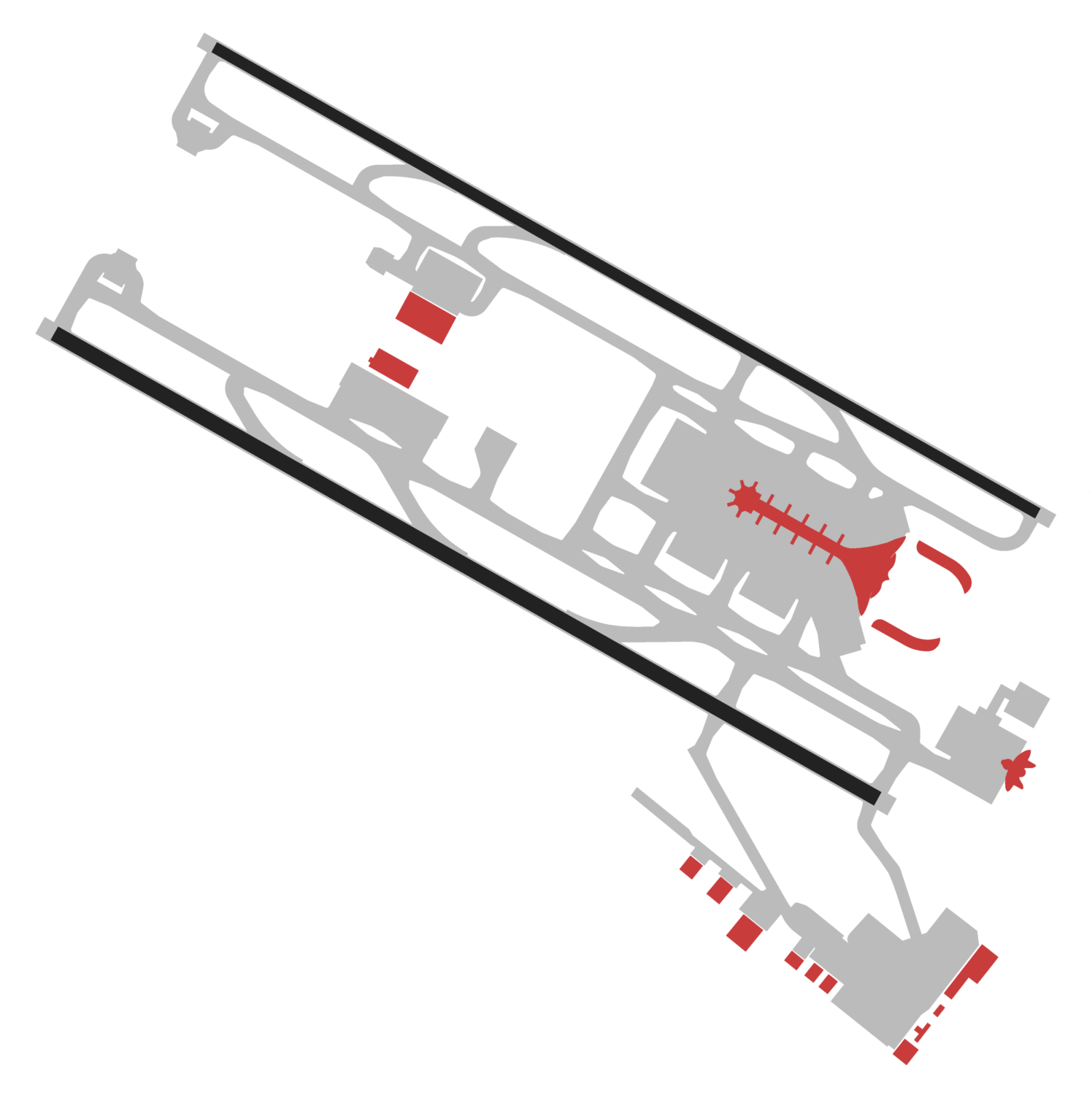
Flughafenlayout im Juli 2017

Der 1994 eröffnete Internationale Flughafen Aşgabat (turkmenisch Aşgabat halkara howa menzili, IATA-Code: ASB, ICAO-Code: UTAA), ist einer der fünf internationalen Verkehrsflughäfen in der zentralasiatischen Republik Turkmenistan.
Er befindet sich etwa zehn Kilometer nordwestlich der Hauptstadt Aşgabat am Stadtrand und verfügt über nur eine Abfertigungshalle. Es gibt zwei Start- und Landebahnen mit jeweils 3800 Metern Länge, wovon beide mit dem Instrumentenlandesystem (ILS) ausgestattet sind. Außerdem sind für die Bahnen 12L/30R ein VOR/DME-Anflug mithilfe des „Ashgabat“-Drehfunkfeuers (Kennung ASB, Frequenz 114,5 MHz), sowie ein NDB-Anflug (GH, Frequenz 320 kHz) verfügbar.
Der Flughafen ist die Heimatbasis der staatlichen Fluggesellschaft Turkmenistan Airlines. Er wurde zwischenzeitlich nach dem 2006 verstorbenen turkmenischen Staatschef Saparmyrat Nyýazow benannt.

## Aus- und Neubaumaßnahmen 2016
Die turkmenische Regierung eröffnete 2012 eine internationale Ausschreibung für den Bau eines neuen internationalen Flughafens in Aschgabat mit dem Namen „Oguz Han“. Polimeks, ein türkisches Bauunternehmen, das seit Ende der neunziger Jahre in Turkmenistan tätig ist, wurde zum Gewinner der Ausschreibung erklärt. Der neue Flughafen wurde am 17. September 2016 vom Präsidenten Turkmenistans, Gurbanguly Berdimuhamedow, eröffnet. Das Projekt kostete 2,3 Milliarden US-Dollar (1,7 Milliarden Euro) und enthielt ein höchst ungewöhnliches Terminal-Design in der Form eines turkmenischen Vogels. Der neue Flughafen hat eine Kapazität von 1.600 Passagieren pro Stunde und kann 14 Millionen Passagiere pro Jahr abfertigen. Die umbaute Fläche von 350.000 m2 umfasst ein Passagierterminal, ein VIP-Terminal, ein Frachtterminal mit einer Kapazität von 200.000 Tonnen Fracht pro Jahr, einen neuen Flugsicherungsturm (ATCT) und einen Wartungshangar für drei Schmalrumpfflugzeuge, neue Tankstellen, Catering, Feuerwehr, Flugsimulation, Reparatur- und Wartungsgebäude, einen Parkplatz für 3.000 Autos, eine Zivilluftfahrtschule sowie ein medizinisches Zentrum. Ferner wurde eine neue 3.800 m lange und 60 Meter breite Start- und Landebahn für Großraumflugzeuge mit zwei Decks wie den Airbus A380 und die Boeing 747-8 erbaut.

## Fluggesellschaften und Ziele
Der Flughafen ist durch mehrere Fluggesellschaften mit zahlreichen, vor allem europäischen Zielen verbunden. Größte Fluggesellschaft vor Ort ist die hier beheimatete Turkmenistan Airlines, die beispielsweise Verbindungen nach Kiew, London, Moskau und Bangkok anbietet. Aus dem deutschsprachigen Raum wurde Aşgabat bis zum 25. Oktober 2019 von Lufthansa (via Baku) angeflogen, eine Verbindung nach Frankfurt entfiel 2019, nachdem Turkmenistan Airlines in die Liste der Betriebsuntersagungen für den Luftraum der Europäischen Union aufgenommen worden war.